# 法罗群岛政治
法羅群島為丹麥王國的自治國，其政治體系運作於議會代議民主制屬地框架下。法羅群島總理為政府首腦，並實行多黨制。法羅群島在政治上與丹麥王國相關聯，然自1948年起實行自治。行政權由政府行使。立法權歸屬於政府與法羅群島議會共同所有。司法機關獨立於行政與立法機構，並由丹麥負責。

## 延伸閱讀
- Hans Jacob Debes. . Nordic Journal of International Law. 1988, 57: 365-368.

## 外部連接
- 法羅群島政府官方網站 （页面存档备份，存于）
- 法羅群島總理官方網站 （页面存档备份，存于）